# Déclaration des professeurs en faveur d'Adolf Hitler
 (mai 2018).

Page de titre.

La Déclaration des professeurs en faveur d'Adolf Hitler et de l'État national-socialiste est un appel, signé par près de mille universitaires allemands, à la veille des premières élections générales à parti unique du Troisième Reich, le 11 novembre 1933. Sous l'aspect d'un appel à la liberté de la science, source de progrès pour l'humanité, et d'une demande d'accorder les mêmes droits aux scientifiques allemands qu'à ceux des autres nations, la proclamation contenait aussi une approbation du retrait de l'Allemagne de la Société des Nations, et plus généralement et in fine un soutien à la politique générale et universitaire d'Adolf Hitler.
Le grand nombre de signataires fait de cet appel un plébiscite, et par là même lui ôte une partie de sa signification politique.

## Description
Le Bekenntnis der Professoren an den deutschen Universitäten und Hochschulen zu Adolf Hitler und dem nationalsozialistischen Staat, en français déclaration des professeurs en faveur d'Adolf Hitler et de l'état national-socialiste est une proclamation lue le 11 novembre 1933 à l'occasion d'une fête de la révolution national-socialiste lors d'une cérémonie dans la Alberthalle (de) à Leipzig, signée comme un engagement de savants allemands. Les signataires étaient groupés par institutions universitaires ou individuels, pas seulement des professeurs titulaires ; on y trouve aussi des noms de simples étudiants.
La déclaration était composé d'un texte « Mit Adolf Hitler für des deutschen Volkes Ehre, Freiheit und Recht! » (avec « Adolf Hitler pour l'honneur, la liberté et la justice du peuple allemand ! »), suivi d'un ensemble de textes de discours d'accompagnement. D'autres dénominations de la déclaration se trouvent dans les journaux ou les documents officiels de l’époque, comme Kundgebung der deutschen Wissenschaft ou simplement Bekenntnis der Professoren ainsi que Ruf an die Gebildeten der Welt. Dans l'édition imprimée, les textes figurent en quatre traductions : anglais, français, italien et espagnol.

## Texte en français
« Appel à l’intelligence du monde !

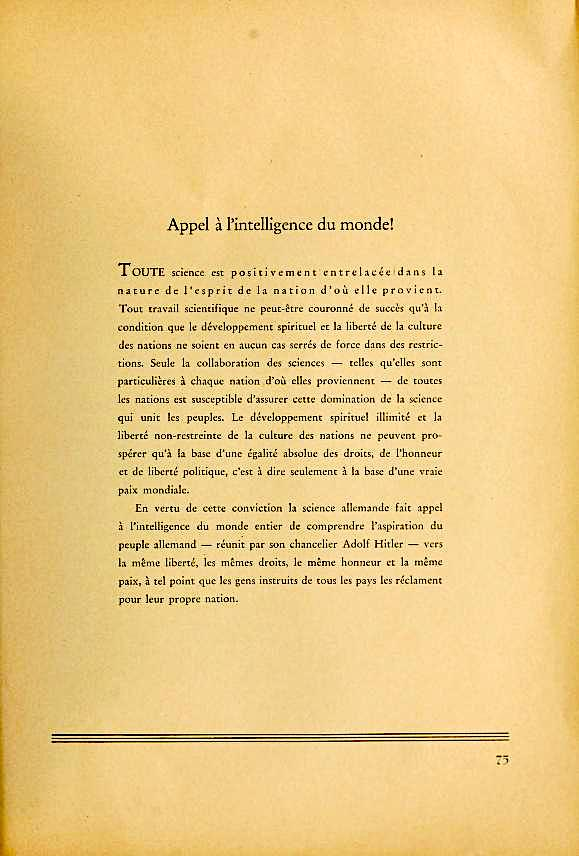
Appel des universitaires en français.

Toute science est positivement entrelacée dans la nature de l’esprit de la nation d’où elle provient. Tout travail scientifique ne peut être couronné de succès qu’à la condition que le développement spirituel et la liberté de culture des nations ne soient en aucun cas serrés de force dans des restrictions. Seule la collaboration des sciences — telles qu’elles sont particulières à chaque nation d’où elles proviennent — de toutes les nations est susceptible d’assurer cette domination de la science qui unit les peuples. Le développement spirituel illimité et la liberté non-restreinte de la culture des nations ne peuvent prospérer qu’à la base d’une égalité absolue des droits, de l’honneur et de liberté politique, c’est-à-dire seulement à la base d’une vraie paix mondiale.

En vertu de cette conviction, la science allemande fait appel à l’intelligence du monde entier de comprendre l’aspiration du peuple allemand — réunit [sic] par son chancelier Adolf Hitler — vers la même liberté, les mêmes droits, le même honneur et la même paix, à tel point que les gens instruits de tous les pays les réclament pour leur propre nation. »

## Contexte
L'organisateur du rassemblement et l'éditeur du document était le Nationalsozialistischer Lehrerbund (NSLB) de Saxe. L'événement a eu lieu la veille du référendum sur le retrait de la Société des Nations, déjà effectif depuis le 14 octobre, référendum couplé avec les élections législatives allemandes de novembre 1933, élection non libre car il n'y avait que des candidats du NSDAP. La déclaration était donc aussi, par sa date, un appel électoral. La plupart des discours d'accompagnement prononcés lors de la cérémonie étaient électoralistes et nationaux-socialistes, même s'ils ont souligné la volonté de paix de l'Allemagne, en même temps que sa liberté et son honneur. Le retrait de la Société des Nations était justifié, dans ces discours, par le désir d'obtenir l'égalité de l'Allemagne sur la scène internationale, irréalisable dans le cadre de dispositions discriminatoires de la Société des Nations à l'encontre de l'Allemagne. À ce moment, l'État national-socialiste était pourtant déjà intervenu massivement contre la liberté académique des universités par la loi allemande sur la restauration de la fonction publique du 7 avril 1933 qui a autorisé l'exclusion de scientifiques de confession juive ou d'opinion démocratique ; en outre, l'autodétermination des universités a été supprimée par l'introduction du Führerprinzip et le NSDAP y avait acquis une influence décisive.
L'auteur de l'appel est Arthur Hugo Göpfert (de), alors Gauobmann du NSLB pour la Saxe qui, en coopération avec l'Université de Leipzig, a appelé à une « déclaration des savants allemand libres et apolitiques » sous la forme d'un « appel aux savants du monde ». Cet « appel » devait garantir un « développement scientifique proche du peuple », à partir duquel seul pouvait naître le pouvoir unificateur de la science. Plus loin, on lit « Sur la base de cette conviction, la science allemande adresse à toutes les personnes instruites dans le monde entier l'appel à montrer la même compréhension pour la lutte du peuple allemand, uni sous Adolf Hitler, pour sa liberté, l'honneur, la justice et la paix, qu'ils peuvent montrer pour leur propre peuple ». Les discours d'accompagnement qui ont suivi ont été prononcés successivement par Arthur Golf (en), recteur de l'Université de Leipzig, déjà engagé avant la prise de pouvoir dans le Nationalsozialistischer Deutscher Studentenbund, ainsi que Eugen Fischer, Martin Heidegger, Emanuel Hirsch, Wilhelm Pinder, Ferdinand Sauerbruch, et d'autres.

## Signataires
Dans le document, les noms des signataires sont associés à leur établissement universitaire. À la fin, on trouve encore quelques signataires sans affiliation la plupart des membres de l'université de Leipzig, même s'ils ne sont pas associés à elle. La grande contribution de noms vient de l’université de Hambourg, puis de celles de Göttingen et de Marbourg. Quatre établissements d'enseignement supérieur catholique de Bavière sont présents par la signature personnelle de leurs recteurs : Adolf Eberle, Franz Heidingsfelder, Max Heuwieser et Michael Rackl.
Au total, environ 900 personnes ont signé l'appel. La quasi-totalité des signataires sont allemands, Wilhelm Blaschke étant un signataire autrichien.
Dans son analyse des signatures des professeurs de Hambourg, Hans Fischer observe qu'« il n'est pas clair comment ces signatures ont été collectées, ni de quelle déclaration il s'agit précisément ». Il se réfère pour cela au fait que dans l'« appel à l'intelligence du monde » Ruf an die Gebildeten der Welt qui est probablement le texte signé, on parle essentiellement du « développement intellectuel et culturel sans entrave », alors que les aspects nationaux-socialistes sont surtout contenus dans les discours des orateurs. De plus, il exprime des doutes sur l'authenticité des signatures hambourgeoises. La page qui introduit les signatures a pourtant pour titre : Zustimmungserklärungen zu den vorstehenden Ausführungen gaben die auf den nachfolgenden Seiten verzeichneten Professoren […], donc l'approbation inclut en principe aussi celle de tous les discours. Hans Fischer observe aussi que parmi les signataires il y a des opposants à Hitler, comme Wilhelm Flitner et Rudolf Degkwitz.

## Objecteurs
À la suite du rassemblement du 11 novembre 1933, la signature de l'appel a été sollicitée de presque tous les professeurs ; toute une série d'universités sont manquantes, notamment Bonn, Cologne, Francfort, Fribourg et Munich. Jusqu'à présent, une seule faculté est connue pour avoir refusé de signer l'« appel » dans sa totalité, celle de théologie protestante à Marbourg. Le doyen de la faculté, Hans von Soden, écrivit prudemment au recteur que l'on n'était pas contre le nouvel état, mais contre cette déclaration. Il soutenait que l'appel était propagé dans le cadre d'un mémorandum plus vaste dont le contexte ultérieur ne pouvait être identifié. Il écrit que la déclaration, dans ses affirmations, est si évidente qu'elle ne nécessite en fait aucune signature, donc qu'il y avait des arrière-pensées cachées. À l'étranger, croyait-il savoir de ses contacts, la déclaration n'atteindrait pas l'effet escompté. Les théologiens s'opposaient principalement à la formulation de l'« appel » selon laquelle « pour la première fois depuis Johann Gottlieb Fichte les représentants de l'intelligentsia allemande se présentaient au monde avec un témoignage politique, cette fois-ci comme garants de l’État national-socialiste. » De plus, les théologiens ne voulaient pas que des organisations nazies anonymes déterminent qui avait le droit de signer et qui pas, parce dans diverses lettres accompagnant la collecte des signatures et d'argent, certains groupes de personnes, décrits comme « juif » ou encore, dans des formulations plus subtiles, comme des anti-nazis étaient interdits de signature.

## Sources
- « Bekenntnis der Professoren an den deutschen Universitäten und Hochschulen zu Adolf Hitler und dem nationalsozialistischen Staat ; überreicht vom nationalsozialistischen Lehrerbund Deutschland-Sachsen, Gau Sachsen », Dresden-A. 1, Zinzendorfstr. 2 (consulté le 13 avril 2018). Document sans date. Contient aussi les discours des protagonistes. Avec traductions en anglais, italien, français et espagnol. et une liste des signataires au 11 novembre 1933. D'autres personnes adhèrent ultérieurement. Le nom de l'imprimeur Wilhelm Limpert, Dresden en petits caractères en bas à droite de la dernière page.
- « Aufstellung zu den Unterzeichnern des Appells „An die Gebildeten der Welt“ (11. November 1933) », sur pressechronik1933.dpmu.de, Deutsches Pressemuseum im Ullsteinhaus (consulté le 13 avril 2018).
- Martin Heidegger, « Ansprache am 11. November 1933 in Leipzig », dans Martin Heidegger, Reden und andere Zeugnisse eines Lebensweges 1910–1976, vol. I. 16, Francfort, Klostermann, 2000 (ISBN 3-465-03040-0, lire en ligne), p. 190–193.